# Oeloes Nizjnekolymski
De oeloes Nizjnekolymski (Jakoets: Аллараа Халыма улууһа; Allaraa Xalyma uluuha, Russisch: Нижнеколымский улус) is een oeloes (gemeentelijk district) in het noordoosten van de Russische autonome deelrepubliek Jakoetië. Het bestuurlijk centrum is de havenplaats Tsjerski aan de Kolymarivier, dat over land op 3189 kilometer, over water (rivier) op 3421 kilometer en door de lucht op 1920 kilometer van Jakoetsk ligt. De bevolking van de oeloes bedroeg respectievelijk 13.692 en 5.932 personen bij de volkstellingen van 1989 en 2002, waarmee deze met 56,7% is gedaald in 13 jaar tijd.
De belangrijkste bevolkingsgroepen bij de volkstelling van 1989 waren de Russen (64,0%), Jakoeten (9,0%), Evenen (3,7%), Tsjoektsjen (2,6%), Joekagieren (1,9%) en Evenken (0,1%). Sinds de val van de Sovjet-Unie twee jaar later zijn veel Russen uit het gebied vertrokken. Tot de Russen behoort ook de starozjily-minderheid van de Pochodtsjane, die alleen in dit district leeft (5 personen bij de volkstelling van 2002), rond de sovchoz van Pochodsk.
Het district werd in 1930 opgericht als het district Westelijke toendra (Западной тундры; Zapadnoj toendry) van het nationaal district Tsjoekotka met als hoofdplaats Nizjnekolymsk. Op 20 mei 1931 werd het district onder de huidige naam opgenomen in de Jakoetse ASSR.

## Geografie
De oeloes omvat ongeveer 86.800 km² (ruim 2 keer zo groot als Nederland) en bestaat uit de regio rond de benedenloop van de rivier de Kolyma (het Laagland van Kolyma), die hier via de Golf van Kolyma in de Oost-Siberische Zee stroomt. Als zodanig ligt de regio geheel boven de noordpoolcirkel. Ook de Bereneilanden behoren tot het district. De oeloes wordt in het noorden begrensd door de Oost-Siberische Zee en grenst over land aan de oeloessen Allaichovski (west) en Srednekolymski (zuiden) en het Tsjoekotkaanse district Bilibinski (oosten).
De grootste rivieren die door de oeloes stromen zijn de Kolyma (benedenloop), Alazeja en de Grote Tsjoekotsjja. Ook bevinden zich er veel meren, waarvan het Nerpitsje-, Bolsjoj Morskoje-, Tsjoekotsje- en Ilyrgyttynmeer de grootsten zijn.
De gemiddelde temperaturen variëren er tussen -32 (noorden) en -38°C (zuiden) in januari en +4 (noorden) tot +12°C (zuiden) in juli. De gemiddelde jaarlijkse neerslag varieert van 150 tot 200 mm.
In de oeloes bevinden zich ertslagen met goud, edelstenen en bouwmaterialen (klei, zand en grind).

## Economie
De belangrijkste plaats in het gebied is de plaats Tsjerski met haar rivierhaven Zeljony Mys (de belangrijkste haven van Jakoetië), waar in 2002 bijna twee derde van de bevolking woonde. Er bevindt zich enige landbouw in de vorm van rendierhouderijen, pelsdierhouderijen, visserij, bonthandel en akkerbouw (7.700 hectare). In de oeloes bevinden zich een drietal sovchozen (Nizjnekolymski, Oljorinski en Pochodski), en een aantal private boerderijtjes, waaronder gemeenschappelijk beheerde gronden. Er bevindt zich tevens een visfabriek en een aantal bedrijven voor lokale voorzieningen.
De oeloes kent (afgezien van winterwegen) geen wegen en voor het transport zijn de inwoners daardoor veelal aangewezen op de waterwegen en de luchthaven Tsjerski.

## Plaatsen
De oeloes telt 13 bewoonde plaatsen (s = selo, p = posjolok, pgt = nederzetting met stedelijk karakter) verdeeld over de naslegs (selskieje poselenia) Chalartsjinski, Olerinski en Pochodski en de gorodskoje poselenieje Tsjerski (waartoe ook het dorp Petoesjki hoort).
| Plaatsen in de oeloes Nizjnekolymski |               |              |               |                |                |               |                |
| Type                                 | Naam          | Russisch     | Inwoneraantal | Inwoneraantal  | Inwoneraantal  | Inwoneraantal | nasleg         |
| Type                                 | Naam          | Russisch     | (census 2002) | (telling 2001) | (telling 1999) | (census 1989) | nasleg         |
| s                                    | Ambartsjik    | Амбарчик     |               | 6              |                |               | Pochodski      |
| s                                    | Androesjkino  | Андрюшкино   |               | 886            |                | 1.000         | Olerinski      |
| s                                    | Dve viski     | Две виски    |               | 4              |                |               | Pochodski      |
| s                                    | Jermolovo     | Ермолово     |               | 4              |                |               | Pochodski      |
| s                                    | Kolymskoje    | Колымское    |               | 834            |                | 900           | Chalartsjinski |
| s                                    | Krestovaja    | Крестовая    |               | 4              |                |               | Pochodski      |
| s                                    | Michalkino    | Михалкино    |               | 2              |                |               | Pochodski      |
| s                                    | Nizjnekolymsk | Нижнеколымск |               | 6              |                |               | Pochodski      |
| s                                    | Petoesjki     | Петушки      |               | 122            |                | 400           | n.v.t.         |
| s                                    | Pochodsk      | Походск      |               | 270            |                | 200           | Pochodski      |
| s                                    | Timkino       | Тимкино      |               | 4              |                |               | Pochodski      |
| pgt                                  | Tsjerski      | Черский      | 3.832         |                | 6.000          | 10.500        | n.v.t.         |
| s                                    | Tsjoekotsjja  | Чукочья      |               | 3              |                |               | Pochodski      |

Andere plaatsen die al in de sovjetperiode werden verlaten zijn bijvoorbeeld Koerjisjka (oostzijde Kolyma), Kraj Lesa en Bolsjaja Tonja (tussen Michalkino, Pochodsk en Petoesjki), Ambolicha en Panteleicha (ten zuiden van Tsjerski), Stadoechino, Galjavino en Gorla (ten noordoosten van Kolymskoje en westen van Pochodsk), Oeaitsjoeogino (stroomopwaarts van Tsjoekotsjja) en Stenovaja (tussen Tsjoekotsjja en Gorla).